# José Pérez de Guzmán y Herrera

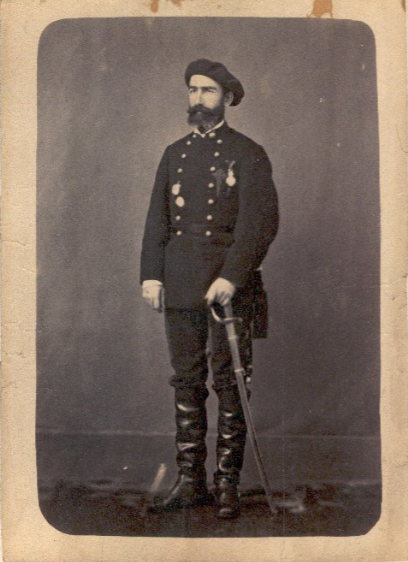
José Pérez de Guzmán y Herrera

José Pérez de Guzmán y Herrera (Llerena, 19 de octubre de 1833 - ?) fue un militar español. 

## Biografía
Era hijo de José María Pérez de Guzmán y García, comandante de Voluntarios Realistas de Llerena, y de Rafaela de Herrera y Thena, natural de Villagarcía de la Torre. En 1832 su padre profesó como Caballero de Santiago.
En 1848 ingresó en la Academia de Artillería de Segovia. Participó en 1860 en la guerra de África, en la que ascendió a capitán del 3.º regimiento de artillería de a pie. En 1862 ingresó, como hiciera su padre, en la orden militar de Santiago. Siendo ya teniente coronel en 1873, pidió la licencia absoluta, ingresando en 1874 en el ejército carlista del Norte. Tomó parte en los sitios de Bilbao y Hernani, se distinguió en las operaciones de la línea del Carrascal, y en 1875 alcanzó la categoría de general de división, siendo a la vez jefe de Estado Mayor de las fuerzas de Pérula. Se batió con éxito en las acciones de Treviño, Bernedo, Lumbier, bloqueo de Pamplona y combates de Miravalls, Orcain, Santa Bárbara de Mañeru y Santa Bárbara de Oteiza. Al terminar la guerra carlista en 1876, emigró a Francia.
Regresado a España, en 1888 siguió la escisión de Ramón Nocedal y fue vocal de la junta central de la organización que se conocería como Partido Integrista.